# DeMarcus Love
DeMarcus Love (Lancaster, 7 marzo 1988) è un giocatore di football americano statunitense che gioca nel ruolo di offensive tackle ed è attualmente free agent. Fu scelto dai Vikings nel sesto giro come 168º assoluto nel Draft NFL 2011. Al college ha giocato a football per l'Università dell'Arkansas.

## Carriera universitaria
Dopo aver frequentato la Carter High School a Dallas venendo considerato uno dei Top 100 prospetti nello stato del Texas, Love accettò la proposta degli Arkansas Razorbacks presso i quali nel 2006, non potendo giocare in quanto redshirt, si impegnò in allenamento per acquisire maggior forza e migliorare negli scatti.
Nel 2007 entrò a far parte degli effettivi dei Razorbacks disputando come guardia destra 8 partite, di cui 3 da titolare, inclusa la finale del Cotton Bowl perso da Arkansas contro i Missouri Tigers, e aiutando il proprio attacco ad essere leader della Southeastern Conference (SEC) e quarta a livello nazionale con 3,725 yard corse, con una media di 286,5 yard a partita.
Nel 2008, sempre come guardia, disputò 11 partite, di cui 8 come titolare, aiutando Michael Smith a divenire il 9º runningback a correre più di 1000 yard nella storia dei Razorbacks, mentre nel 2009 disputando da titolare tutti e 13 gli incontri della stagione regolare, protesse Ryan Mallett che pareggiò o migliorò 16 differenti record dell'università e fu elemento chiave dell'offensive line che guidò la SEC per scoring offense (36.0) e passing offense (295.5), e chiuse terza in total offense (427.3). I Razorbacks inoltre in questa stagione registrarono diversi record in attacco come yard passate in una singola partita (447) ed in una stagione (3842), yard passate in media (295.5), touchdown passati in una stagione (32) e primi down passati in una stagione (147).
Nel 2010, suo ultimo anno universitario, passato a ricoprire il ruolo di tackle sinistro, prese di nuovo parte a 13 incontri di stagione regolare come titolare e fu per la seconda stagione consecutiva capitano dei Razorbacks, che persero il Sugar Bowl contro gli Ohio State Buckeyes. A fine anno fu selezionato nel Preseason All-SEC First Team.

## Carriera professionistica

### Minnesota Vikings
Selezionato nel sesto giro del Draft NFL 2011 come 168ª scelta assoluta dai Vikings, Burton fu inattivo nel primo anno, nonostante il potenziale messo in mostra nella preseason, mentre nel 2012 un intervento chirurgico di riparazione di un muscolo pettorale lo costrinse a saltare tutta la stagione agonistica. Il 1º agosto 2013 la NFL comunicò la sospensione per 4 giornate di Love, a seguito della sua violazione delle regole relative all'assunzione di sostanze proibite. Love, trovato positivo ad un test in febbraio, poté comunque continuare ad allenarsi durante il training camp e disputare le gare di pre-stagione. Il primo ottobre, al termine delle 4 giornate di sospensione, fu svincolato dai Vikings.

## Vittorie e premi
Nessuno